# Colisión en el aire en Moncks Corner de 2015
La colisión en el aire de Moncks Corner de 2015 fue un accidente aéreo ocurrido el 7 de julio de 2015, cuando un Lockheed Martin F-16 Fighting Falcon colisionó en el aire contra un Cessna 150 sobre Moncks Corner en Carolina del Sur (Estados Unidos).
Ambos ocupantes del Cessna murieron; el piloto del F-16 se lanzó de la aeronave ileso.

## Aeronave

### F-16 Fighting Falcon
La primera aeronave era un F-16 Fighting Falcon de la Fuerza Aérea de los Estados Unidos, con el número de matrícula 96-0085. Estaba basado en Shaw AFB, y estuvo operado por la 20th Fighter Wing

### Cessna 150M

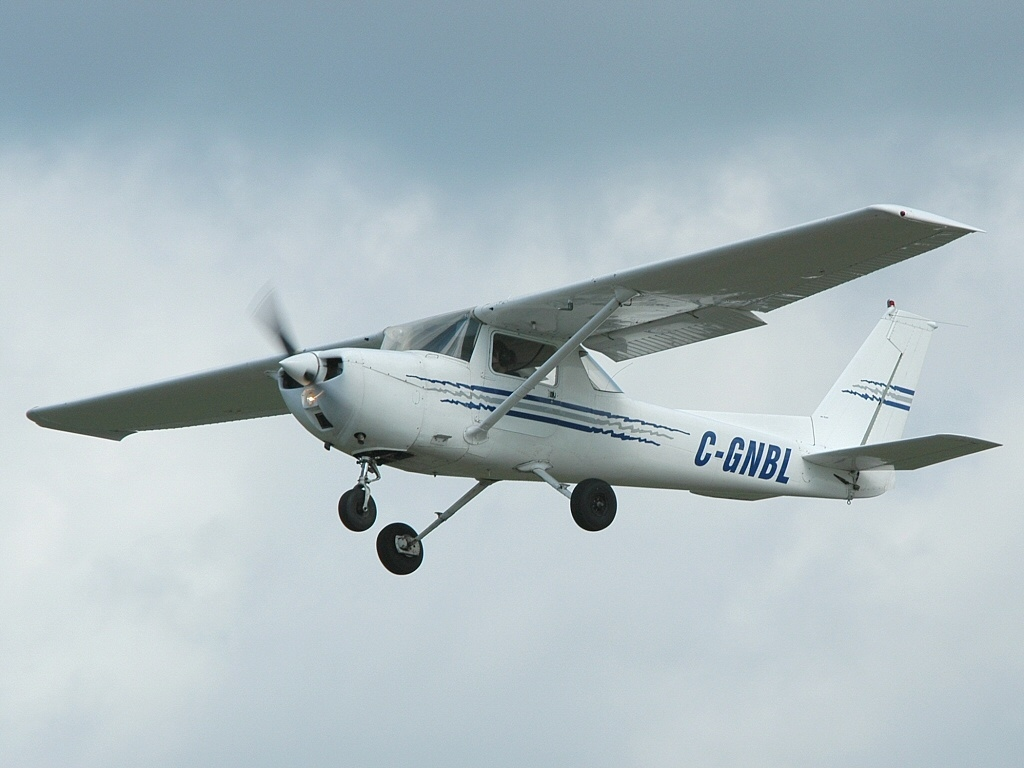
Cessna 150M, similar al accidentado.

La segunda aeronave era un Cessna 150M, inscripción N3601V.

## Accidente
Alrededor de las 11:00 a. m. del 7 de julio de 2015, el F-16 y Cessna 150 colisionaron sobre Moncks Corner, Carolina del Sur, aproximadamente 30 millas (48,3 km) (48km) al norte de Charlestón. Testigos afirman que el Cessna se elevaba cuándo el F-16 lo golpeó a un costado. La aeronave estaba a una altitud de entre 2,000 a 3,000 pies. El Control de Tráfico Aéreo en el Aeropuerto Internacional de Myrtle Beach había alertado al piloto del F-16 sobre la presencia del Cessna. El F-16 siguió volando durante tres minutos antes de que el piloto transmitiera un llamado de mayday. Ambas aeronaves chocaron en Lewisfield Plantation. Ambos ocupantes del Cessna 150 murieron. El cuerpo del pasajero ha sido localizado, pero no el del dueño/piloto. El piloto del F-16 estaba en una misión de entrenamiento. Su destino era la Base de Charlestón. El Cessna según se informó, tenía como destino el Aeropuerto del Condado de Berkeley.